# Amateur Night (film 2016)
Amateur Night (precedentemente conosciuto come Drive, She Said) è un film del 2016 scritto e diretto da Lisa Addario e Joe Syracuse. Le loro prime esperienze a Hollywood sono la base della trama della commedia, che vede come protagonisti Jason Biggs, Janet Montgomery e Ashley Tisdale. È presente anche la figlia di Eddie Murphy, Bria Murphy, che debutta con questo film.

## Produzione
Amateur Night è stata una delle poche produzioni del 2014 a ricevere un credito d'imposta dello stato della California per aver girato il film a Los Angeles.

## Distribuzione
A gennaio 2016, è stato annunciato che Cinedigm ha acquisito i diritti per la distribuzione del film nel Nord America e ha programmato un'uscita nelle sale nazionali per metà 2016. Il 5 maggio People ha distribuito il primo trailer ufficiale, insieme al poster. Più tardi è stata annunciata la distribuzione limitata del film per il 5 agosto 2016, prima di distribuire il video on demand il 12 agosto 2016.